# Abner Doubleday

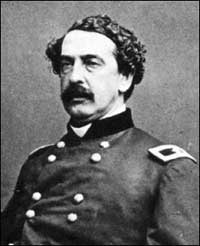
Abner Doubleday

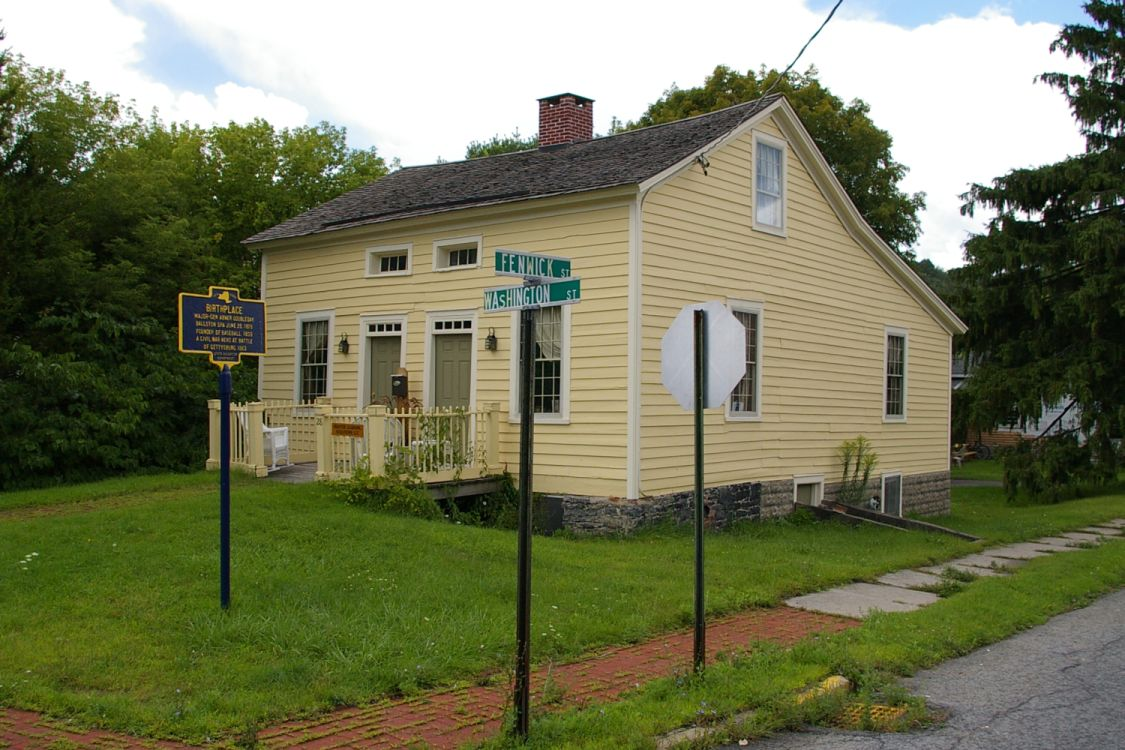
Geburtshaus in Ballston Spa

Abner Doubleday (* 26. Juni 1819 in Ballston Spa, Saratoga County, New York, USA; † 26. Januar 1893 in Mendham, Morris County, New Jersey, USA) war ein General der Unionsarmee im Sezessionskrieg und Theosoph.

## Leben
Doubleday besuchte Schulen in Auburn und Cooperstown, bevor er sich an der United States Military Academy in West Point einschrieb, die er 1842 als Leutnant (Second Lieutenant) der Artillerie abschloss. 1846/48 nahm er am Mexikanisch-Amerikanischen Krieg teil und 1855 am 3. Feldzug gegen die Seminolen. Im Sezessionskrieg verteidigte Doubleday als stellvertretender Kommandant Fort Sumter gegen die Konföderierten, die mit einer Kanonade der Inselfestung vor Charleston die Kriegshandlungen eröffneten. Er bediente jenes Geschütz, das als Antwort auf das Bombardement am 12. April 1861 den ersten Schuss einer Unionseinheit gegen die feindlichen Stellungen abfeuerte. Anschließend bezeichnete er sich für diese Tat als „Held von Sumter“. Im Verlaufe des Krieges nahm er an mehreren Gefechten teil und erreichte am 29. November 1862, als Höhepunkt seiner militärischen Karriere, den Rang eines Generalmajors. Während der Schlacht von Gettysburg am 2. Juli 1863 verwundet, übernahm er nach seiner Genesung administrative Aufgaben im Kriegsministerium in Washington. 1873 schied er aus der Armee aus. Nach seinem Tod, am 26. Januar 1893, wurde er am Nationalfriedhof Arlington beigesetzt.
Bekannt wurde Doubleday auch als angeblicher Erfinder des Baseballs im Jahre 1839 in Cooperstown. Dies wurde mittlerweile jedoch widerlegt und Alexander Cartwright gilt heute als Vater des Baseballs. Gleichwohl befindet sich die Baseball Hall of Fame heute in Cooperstown, da diese sogenannte „Doubleday-Legende“ bei der Gründung der Hall of Fame in den 1930er Jahren noch weithin geglaubt wurde.
1878 trat er der Theosophischen Gesellschaft (TG) bei und wurde nach der Abreise von Helena Blavatsky und Henry Steel Olcott nach Indien im Dezember 1878 vorübergehend Präsident der Gesellschaft. Nachdem Olcott im Frühjahr 1879 das Hauptquartier der TG nach Mumbai verlegt hatte, war Doubleday Präsident der amerikanischen TG. Diese Funktion übte er bis Mai 1884 aus, als er durch den von Olcott eingesetzten Kontrollrat (American Board of Control) abgelöst wurde. Während dieser Zeit war ihm William Quan Judge als Sekretär unterstellt. 1883 wurde Doubleday Vizepräsident in der von Judge gegründeten Aryan Theosophical Society of New York, einer Loge der TG.

## Werke
- Chancellorsville and Gettysburg. Longmeadow Press, Stamford 1996, ISBN 0-681-21631-X (Repr. d. Ausg. New York 1882)
- Gettysburg made plain. A succinct account of the campaign and battles, with the aid of one diagram and twenty-nine maps. The Century Co., New York 1909
- My life in the old Army. The reminiscences of Abner Doubleday. Texas Christian University Press, Fort Worth 1998, ISBN 0-87565-185-2 (Repr. d. Ausg. New York 1890)
- Reminiscences of Forts Sumter and Moultrie in 1860–'61. Nautical & Aviation Pub. Co. of America, Baltimore, Md. 1998, ISBN 1-877853-54-2 (Repr. d. Ausg. New York 1876)